# La Red
La Red je chilská bezplatná televizní stanice vlastněná společností Albavisión. Začala vysílat 12. května 1991.